# Ірпінська вулиця (Київ)
Ірпі́нська вулиця — вулиця у Святошинському районі міста Києва, житлові масиви Академмістечко (перші номери) і Біличі (останні номери). Пролягає від Серпової до Чорнобильської вулиці, продовженням її є Прилужна вулиця. 
Прилучаються вулиця Мирослава Поповича і проспект Академіка Палладіна. На ділянці між ними наявна перерва у проляганні вулиці, що утворилася внаслідок багатоповерхової забудови Академмістечка. У початковій частині вулиці збереглася садибна малоповерхова забудова.

## Історія
Вулиця виникла у 20-х роках ХХ століття під назвою 45-а Нова. Сучасна назва на честь міста Ірпінь — з 1944 року.

## Установи та заклади

### Навчальні заклади
- Ліцей Key School
- Середня загальноосвітня школа № 288 (№ 68-а)

### Заклади торгівлі
- Біличанський торговий центр (№ 76)

## Зображення

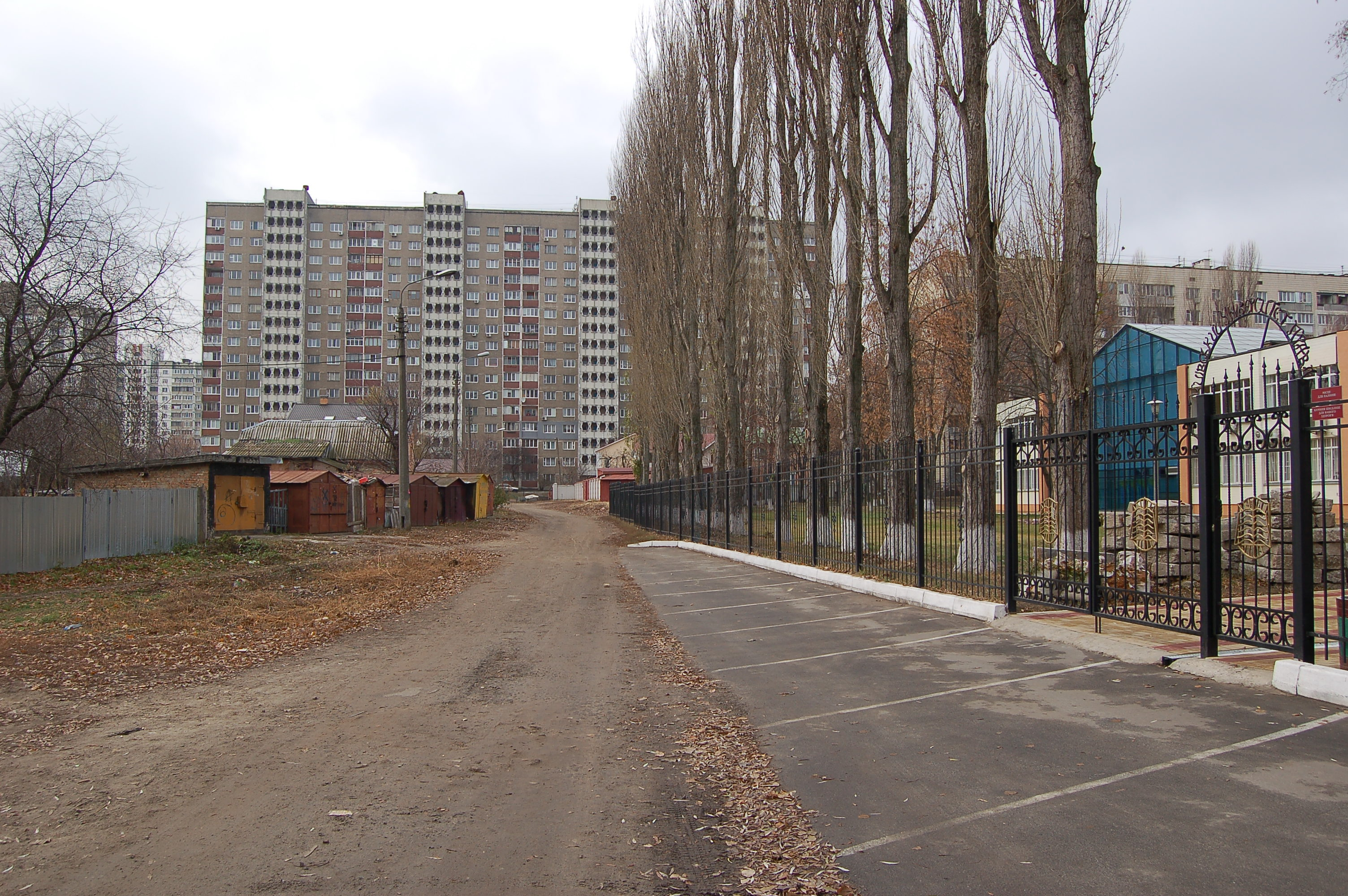
Початок вулиці з малоповерховою забудовою
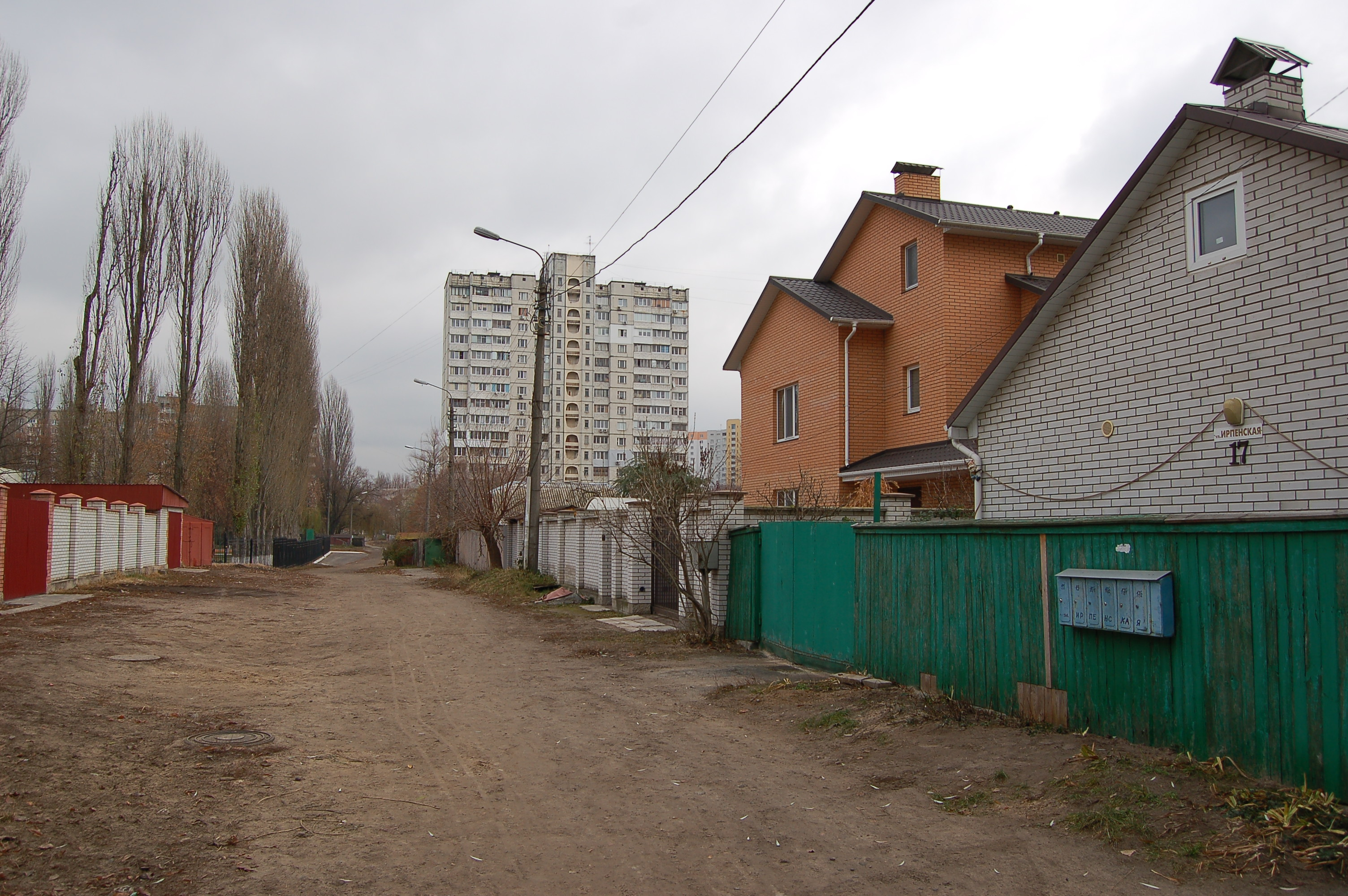
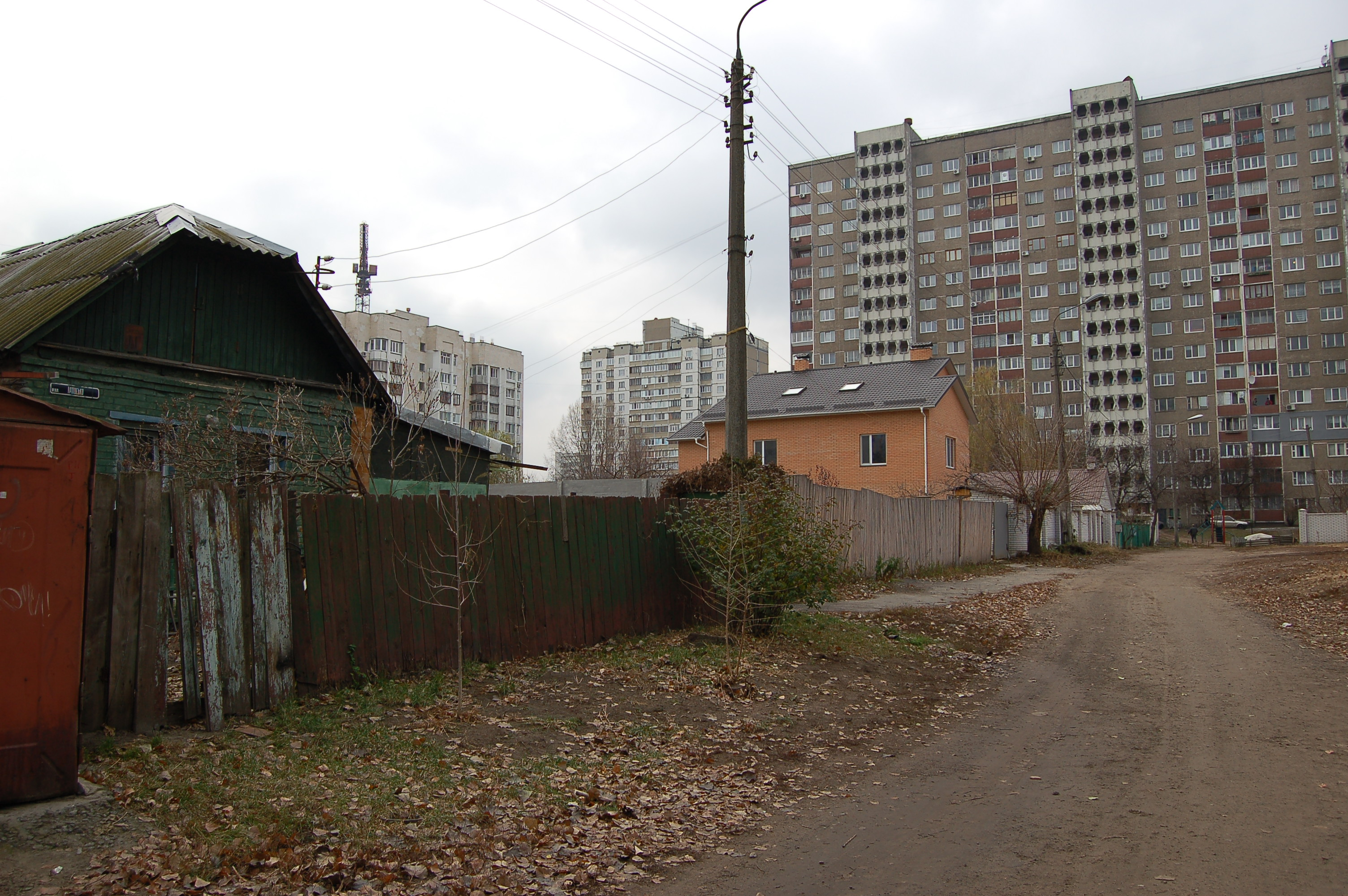
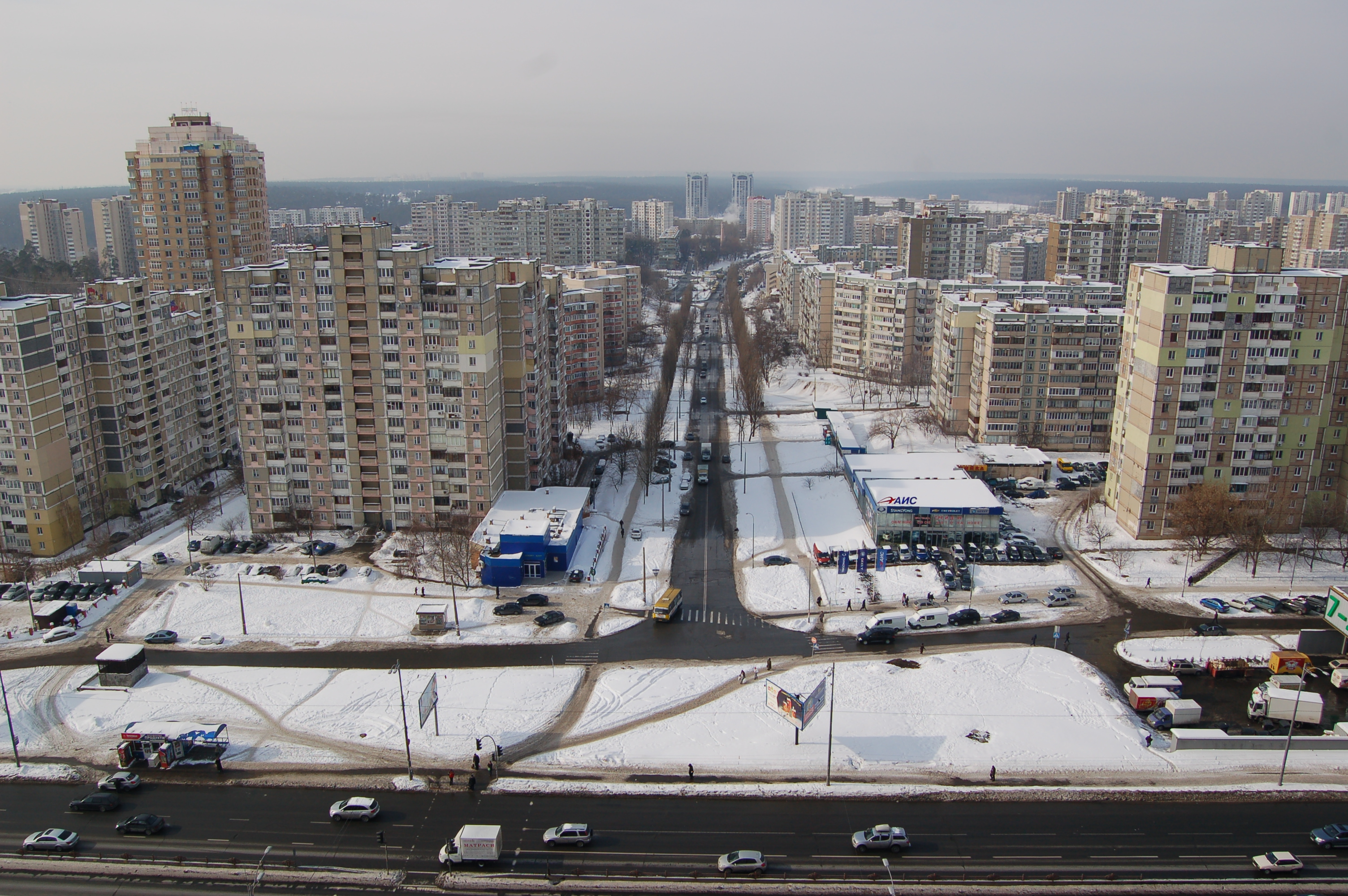
Кінцева частина вулиці взимку